# Rhodophiala gilliesiana
Rhodophiala gilliesiana là một loài thực vật có hoa trong họ Amaryllidaceae. Loài này được (Herb.) ined. miêu tả khoa học đầu tiên.